# جبل الشيخ
جبل الشيخ (يُعرف في العبرية باسم "هار حرمون" (הַר חֶרְמוֹן، Har Hermon))، هو سلسلة جبلية تُشكّل الطرف الجنوبي من سلسلة جبال لبنان الشرقية. تقع قمّته على الحدود بين سوريا ولبنان، ويبلغ ارتفاعها 2,814 مترًا (9,232 قدمًا) فوق سطح البحر، ما يجعلها أعلى نقطة في سوريا، وكذلك في مرتفعات الجولان المحتلة من قبل إسرائيل.
في القمة توجد أعلى نقطة مأهولة بشكل دائم تتبع للأمم المتحدة في العالم (ضمن المنطقة العازلة التابعة للأمم المتحدة بين الأراضي السورية والمناطق التي تحتلها إسرائيل) تُعرف باسم "فندق حرمون"، ويقع على ارتفاع 2,814 مترًا. يضم الجبل أيضا ثلاث قمم أخرى: الثانية إلى الغرب (2294م)، والثالثة إلى الجنوب (2236م) في القسم السوري المحتل من قبل الإحتلال الإسرائيلي ، والرابعة إلى الشرق (2145م).

تمتد المنحدرات الجنوبية لجبل الشيخ إلى الجزء المُحتل من مرتفعات الجولان، حيث يقع منتجع التزلج على جبل الشيخ، والذي يبلغ أعلى ارتفاع فيه نحو 2,040 مترًا (6,690 قدمًا). 

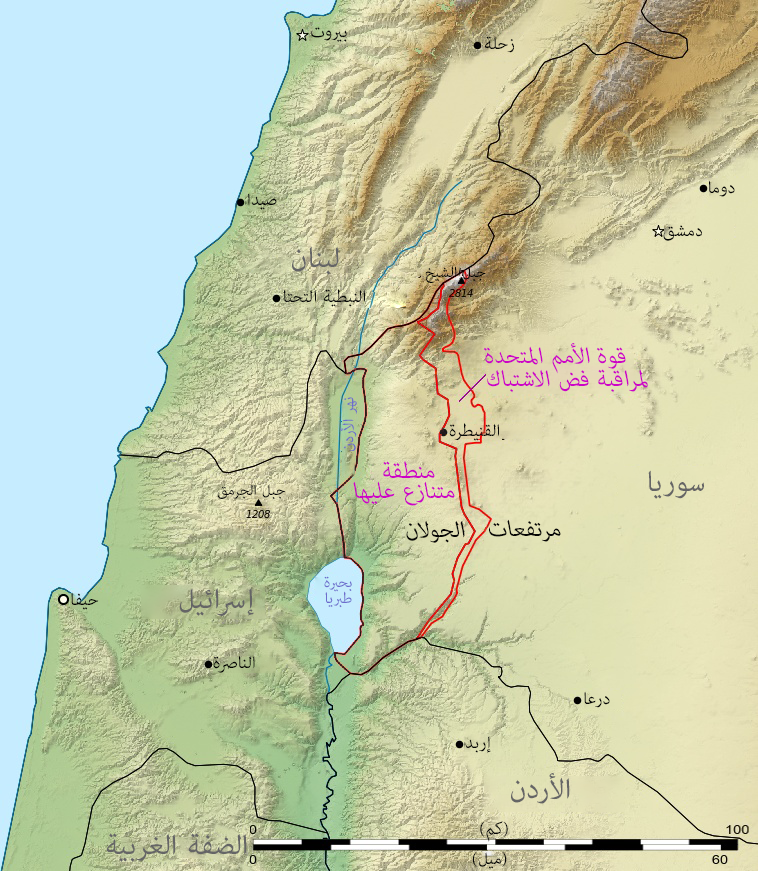
موقع جبل الشيخ بالنسبة لحدود الدول المحيطة

## التسمية
يسمى بجبل الشيخ كناية إلى الرأس المكلل بالثلج، كما يكلل الشيب رأس الإنسان. وأطلق المؤرخون العرب عليه اسم جبل الثلج.
وجبل الشيخ هو أشهر جبال بلاد الشام، فهو يقع بين سوريا ولبنان، ويطل على فلسطين والأردن، أي أن رؤيته ممكنة من الكيانات السياسية الأربعة التي تشكل بلاد الشام. واسم «حرمون» كنعاني من أصل سامي مشترك ومعناه في اللغة العربية «حرم» أو «مقدّس». وجاء في ملحمة جلجاميش السومرية ذكر لحرمون، حيث قيل «أرض جبل الأرز حرمون، هي أرض الخالدين». وقد جاء إليها جلجاميش ليقيم لها اسما حيث ارتفعت الأسماء. وجاء في قول أحد المؤرخين:«ما يدهش في قصة جلجميش وأرض الأحياء هو أن البطل رأى رؤية عندما نام في سفح حرمون، وكانت الرؤيا تصوّر مصيرا كونيا، وليست خاصة به وحده. وقد درج تعريف حرمون على ألسنة الكثيرين من كتّاب التاريخ الديني بأنه جبل الرؤى».
وقد سمّاه الأموريون «شنير» وسماه الفينيقيون «سيريون» وسماه الأشوريون «سفيرو». كما عرّفه جغرافيو العرب بـ«جبل الثلج». ومن تسميات جبل حرمون «أرض شوبا» نسبة لإله الحوري «شوب»، إله الهواء الذي باسمه تسمت بلدة كفر شوبا في العرقوب عند سفوح حرمون. ولا يزال في كفر شوبا معبد ضخم يُعرف بمعبد «بعل جاد» وهو نفسه بعل حرمون.

## تاريخ
كان جبل الشيخ، أو "الجبل العظيم"، يُعدّ عبر التاريخ من أقدس الجبال وأهم مراكز العبادة لدى الكنعانيين القدماء. فقد قدّسه الفينيقيون وأطلقوا عليه اسم أحد آلهتهم، البعل حرمون. وشيدوا له معبدًا إلى جانب صخرة ضخمة تتوّج قمته، لا تزال آثارها قائمة حتى اليوم، ومنها بقايا جدار يُعرف بـ"قصر شبيب"، يُعتقد أنه كان جزءًا من المعبد، ويبلغ طوله نحو عشرة أمتار.
وفي داخل المعبد، وُجدت فتحة دائرية مساحتها تتراوح بين 26 و30 قدمًا مربعًا، وعمقها نحو ثلاثة أقدام، يُرجح أنها كانت مخصصة لوضع النذور التي يقدمها الزائرون الصاعدون إلى القمة. كما اكتُشفت كتلة حجرية من المعبد بطول 18 قدمًا، وعرض 12 قدمًا، وسماكة أربع أقدام، نُقشت عليها كتابات باليونانية جاء فيها: "بأمر من الإله الأعظم المقدس، تُقدَّم النذور في هذا الموضع".
وتوجد كذلك مغارة تقع اليوم ضمن موقع تابع للقوات الدولية، يُعتقد أنها كانت معبدًا مخصصًا للإله الكنعاني "إيل". ويُروى في بعض النصوص القديمة أنها كانت المكان الذي نزلت فيه "الملائكة الساقطة" من السماء، وفق بعض المرويات التوراتية.
وقد حظيت معابد جبل حرمون باهتمام بالغ من الرومان، الذين قاموا بترميمها وزيّنوا أعالي جدرانها بتيجان مشابهة لتلك التي تزيّن معبدي باخوس وجوبيتر في بعلبك. وظلّت هذه المعابد موضع تبجيل وشهدت نشاطًا دينيًا ملحوظًا، حيث كانت زيارتها تُكمّل مناسك الحج إلى معابد بعلبك حتى القرن الخامس الميلادي.
وفي العصر الحديث، برزت الأهمية الاستراتيجية للجبل خلال الثورة السورية الكبرى، إذ دارت معارك في بلدتي مجدل شمس وحاصبيا، تؤكد على موقعه العسكري الحاسم في تلك المرحلة.

## الجغرافيا

### سلسلة الجبال الأوسع
تشكل سلسلة جبال لبنان الشرقية، التي يُعتبر جبل الشيخ (حرمون) الجزء الجنوبي منها، امتدادًا جبليًا بطول نحو 150 كيلومترًا (93 ميلًا)، باتجاه شمال شرقي – جنوب غربي، موازية لسلسلة جبال لبنان من جهة الغرب.

### سلسلة جبال حرمون
تُعد سلسلة جبال حرمون ضيقة نسبيًا، وتمتد بمحاذاة الحدود اللبنانية–السورية على طول العمود الفقري للجبل، بطول 70 كيلومترًا (43 ميلًا)، تبدأ من نحو 25 كيلومترًا (16 ميلًا) شمال شرق قمة جبل الشيخ، وتمتد حتى 45 كيلومترًا (28 ميلًا) جنوب غربها. تغطي هذه السلسلة الجبلية مساحة تبلغ نحو 700 كيلومتر مربع (270 ميلًا مربعًا)، منها حوالي 70 كيلومترًا مربعًا (27 ميلًا مربعًا) تحت السيطرة الإسرائيلية. ويُعد جبل الشيخ كتلة جبلية مكوّنة من ثلاث قمم مميزة، متقاربة في الارتفاع.ويقع معظم الجزء الخاضع للسيطرة الإسرائيلية ضمن محمية جبل الشيخ الطبيعية.
المياه والنباتات
يشكل الجبل أحد أهم الموارد الجغرافية في المنطقة، إذ يُسهم ارتفاعه الكبير في التقاط كميات وفيرة من الهطولات في منطقة تُعد من المناطق الجافة. ويتكوّن الجبل من صخور جيرية تعود للعصر الجوراسي، وتخترقها تصدعات ومسارات ذوبانية تُشكل تضاريس كارستية. يشهد جبل الشيخ تساقطًا موسميًا للثلوج في فصلي الشتاء والربيع، تغطي قممه الثلاث لفترة طويلة من السنة. وتذوب الثلوج عند السفوح الغربية والجنوبية، حيث تتسرب المياه إلى داخل القنوات والمسام الصخرية، وتغذي الينابيع التي تتدفق لتكوّن جداول وأنهارًا، تندمج في ما بينها لتشكّل نهر الأردن.
يساعد تدفق المياه على ازدهار الغطاء النباتي تحت خط الثلوج، حيث تكثر كروم العنب وأشجار الصنوبر والبلوط والحور. وتشير قصيدتان دينيتان يهوديتان تعودان للقرنين الثامن والعاشر الميلادي إلى وجود زراعة للكروم في منطقة حرمون خلال العصور الوسطى المبكرة.

## الأهمية الاستراتيجية
تُعد ينابيع المياه والجبل نفسه موضع نزاع بين دول المنطقة، بسبب أهمية المياه في هذه المنطقة القاحلة. ويُعرف جبل الشيخ أيضًا باسم "الجبل المُثلج" و"الجبل الأشيب" و"جبل الثلج"، كما يُلقّب في إسرائيل بـ"عيون الأمة"، نظرًا لارتفاعه الذي يمنحه أهمية استراتيجية بالغة باعتباره نظام الإنذار المبكر الرئيسي في إسرائيل.

## الأهمية الدينية
تنتشر معابد مختلفة في القرى الواقعة على منحدرات جبل الشيخ، مما يدل على قدسيته منذ العصور القديمة.
يرتبط اسم "حرمون" بالجذر السامي ḥrm الذي يعني "المحرّم" أو "المقدّس"، كما في الكلمة العبرية ḥerem (حرَم)، والتي تُستخدم بمعانٍ مختلفة مثل الملكية، أو الهبة للكهنة، أو الإدانة. كذلك يقابله في العربية مصطلح الحرَم، الذي يدل على مكان مقدس ومحظور الدخول إليه إلا بشروط. ورغم أن اسم "حرمون" لا يظهر في النصوص التي سبقت التوراة، فإن اسميه الآخرين المذكورين في العهد القديم وهما سِريون وسَنير، يظهران في نصوص تعود إلى العصرين البرونزي والحديدي.

### نصوص الإعدام
في نصوص الإعدام المصرية من القرن التاسع عشر قبل الميلاد، يظهر ذكر جبل سِريون، وهو أحد الأسماء التوراتية لجبل الشيخ. 

### ملحمة جلجامش
تذكر ملحمة جلجامش أن جبل حرمون انشطر بعد أن قتل جلجامش الوحش "خومبابا" حارس غابة الأرز. إحدى ترجمات اللوح الخامس تنقل العبارة الآتية: «انشقت الأرض تحت أقدامهم بينما كانوا يدورون حول جبل حرمون ولبنان». وفي نسخة أخرى من الملحمة، يظهر ذكر سِريون ولبنان (ša-ri-a ù la-ab-na-na) كمكان لإقامة الـ"أنوناكي"، وهو ما يشير إلى تأثير العموريين في هذه المنطقة.

### معاهدة الحثيين
في معاهدة مبرمة بين مرشيلي الثاني ودبي-تشوب حاكم مملكة آمورو، ذُكرت جبال لبنان وسِريون بين الآلهة التي شهدت على الاتفاق.

### الديانة الأوغاريتية
في ملحمة بعل الأوغاريتية، اللوح KTU 1.4 IV، يسافر الإله بعل إلى «لبنان وأشجاره، سِريون – أرزه المرغوب» لاستخراج مواد للبناء.
يُشار إلى قمة الجبل أو الجبل نفسه في النصوص الأوغاريتية باسم صافون، حيث يقع قصر الإله بعل في إحدى الأساطير التي تتحدث عن الإله عثتر (عشتار). 

### النقوش الملكية الآشورية
في نقوش شلمنصر الثالث، يذكر أن حزائيل ملك دمشق قام بتحصين قمة جبل سنير (sa-ni-ru)، "الذي يقع أمام جبل لبنان"، وبعد هزيمة حزائيل، تقدم شلمنصر إلى منطقة حوران. وفي موضع آخر، يذكر مروره بجبل سنير في طريقه من لبنان إلى مدن حزائيل. أما في نقوش أسرحدون، فيُذكر استخدامه أرز وسرو من جبال لبنان وسيرارا في أعمال البناء؛ وقد تكون سيرارا إحدى صور اسم سِريون.

### الكتاب المقدس العبري والأسفار المنحولة

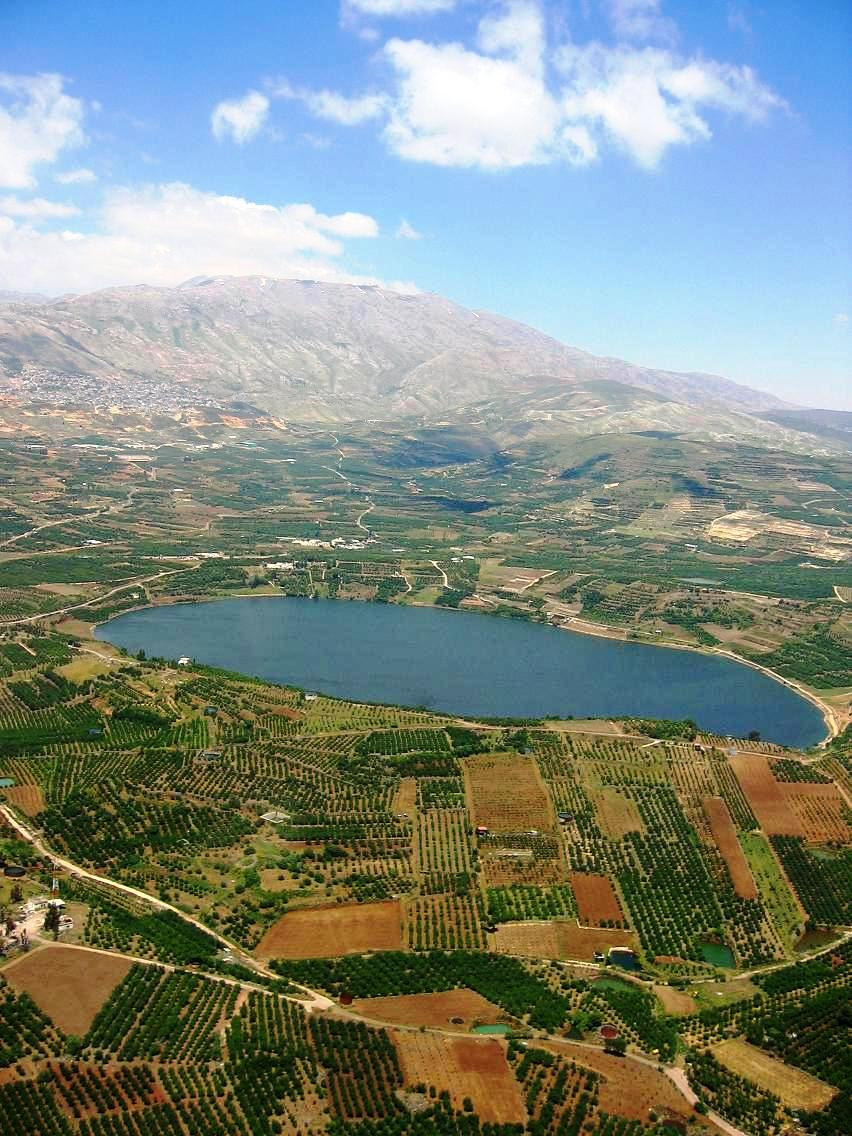
بحيرة مسعدة، مرتفعات الجولان

يحتل جبل حرمون (الشيخ) مكانة بارزة في النصوص الدينية والأدب العبري، إذ يُذكر في التوراة ومجموعة من الأسفار الأخرى، كما يُشار إليه بأسماء مختلفة وبتفسيرات رمزية وروحية. في سفر التثنية (3:8–9) ويشوع (12:1 و13:11)، يُمثّل جبل حرمون الحدّ الشمالي لمملكة الأموريين، التي أُعطيت لاحقًا لنصف سبط منسى شرق نهر الأردن بعد الفتح بقيادة يشوع. يستخدم الكتاب ثلاثة أسماء للجبل: حرمون (Hermon)، سِريون (Siryon) – وهو الاسم الذي يطلقه عليه الصيدونيون، سَنير (Senir) – وهو الاسم الذي يستخدمه الأموريون، وفقًا لتثنية 3:9.
وفي أخبار الأيام الأول (5:23) يُبدو أن سَنير وحرمون يُستخدمان كأسماء مختلفة، ربما للإشارة إلى قمتين من قمم الجبل الثلاث، بينما في مزمور 42:6 تُستخدم الصيغة الجمع "حرمونيم" (Hermonim)، في إشارة محتملة إلى تعدد القمم.]
في مزمور 29، يرد ذكر سِريون ولبنان معًا، ويُعتقد أن هذا المزمور مستوحى من أدب كنعاني أو جذور كنعانية، حيث يوصف هبوب صوت الرب على هذه الجبال.
في أخبار الأيام الأول (5:23–24)، يُذكر جبل حرمون كموقع عاش فيه رؤساء قبائل من نسل منسى مثل عَفَر (Epher)، وعِشي، وإيليئيل، وعزريئيل، وإرميا، وهوداويا، ويحديئيل.
في مزمور 42، وهو من مزامير المملكة الشمالية، يتذكّر المرنم الله "من أرض الأردن ومن جبال حرمون".
في نشيد الأنشاد (4:8) يُشار إلى جبل حرمون كمكان غريب أو مهيب، كما أن مزمور 133 يصف ندى جبل حرمون بأنه مثال على البركة والخصب الروحي.
في حزقيال (27:5)، يُشاد بأشجار السرو في جبل سَنير، الذي يُعد أحد الأسماء البديلة لحرمون.
في سفر أخنوخ الأول، أحد الأسفار المنحولة، يُذكر أن جبل حرمون هو الموقع الذي هبط فيه "الساهرون" – وهم طائفة من الملائكة الساقطين – إلى الأرض. وهناك أقسموا على اتخاذ زوجات من بنات البشر، وتبادلوا قسمًا مشتركًا بتحمل مسؤولية هذا العصيان. يقع هذا الحدث في الفصل السادس من سفر أخنوخ، ويُعتبر من أشهر مقاطعه.
يُقدّم البروفيسور إسرائيل كنول من الجامعة العبرية بالقدس طرحًا مثيرًا للجدل في كتابه "يهوه (Hashem)"، حيث يقترح أن جبل حرمون هو نفسه جبل سيناء المذكور في الكتاب المقدس، ويُفسّر قصة التجلّي التوراتي كصدى لمعركة قديمة بين القبائل الشمالية (الإسرائيلية) والجيش المصري، ويقترح وقوع هذه المواجهة في وادي الأردن أو هضبة الجولان.

## الوضع السياسي
القسم الجنوبي الغربي منه اليوم تحت الاحتلال الإسرائيلي ضمن هضبة الجولان السورية وجزء منه مع سوريا ضمن مرتفعات الجولان التي تم تحريرها. ويشرف من أعلى قمته على لبنان وسوريا وفلسطين والأردن، ويستطيع زائر أعلى قمته (2814م) التي تقع على الحدود السورية اللبنانية أن يرى أماكن واسعة من سوريا ولا سيما دمشق وسهول حوران وبادية الشام والجولان وقسما من الحدود الشمالية الأردنية والفلسطينية وتحديدا جبال الجليل ومحافظة إربد وسهل الحولة وبحيرة طبرية، وكل جنوب لبنان وسهل البقاع وسلسلة جبال لبنان الغربية. كما يعد جبل الشيخ المنبع الرئيسي لنهر الأردن والعديد من المجاري المائية في المنطقة.
تمتد سلسلة جبال لبنان الشرقية، والذي يشكل جبل حرمون الجزء الجنوبي منه، لنحو 150 كم (93 ميلا) في اتجاه شمال شرق - جنوب غربي، وتمتد بالتوازي مع سلسلة جبال لبنان الغربية. مساحة جبل حرمون ضيقة نسبيًا، بين الحدود اللبنانية السورية على طول العمود الفقري، لمسافة 70 كم، من 25 كم شمال شرق جبل الشيخ إلى 45 كم جنوب غربها. يغطي نطاق حرمون مساحة 700 كيلومتر مربع تقريبا (270 ميلا مربعا) منها نحو 70 كيلومتر مربع (27 ميلا مربعا) تحت السيطرة الإسرائيلية. يشكل الجزء الأكبر من جبل الشيخ داخل المنطقة الخاضعة للسيطرة الإسرائيلية محمية الشيخ الطبيعية.
سيطر عليها جيش الإحتلال الإسرائيلي 9 ديسمبر 2024م بحجة منطقة عازلة ، ذلك بعد سيطرة المعارضة السورية على سوريا 8 ديسمبر 2024م

## معرض الصور

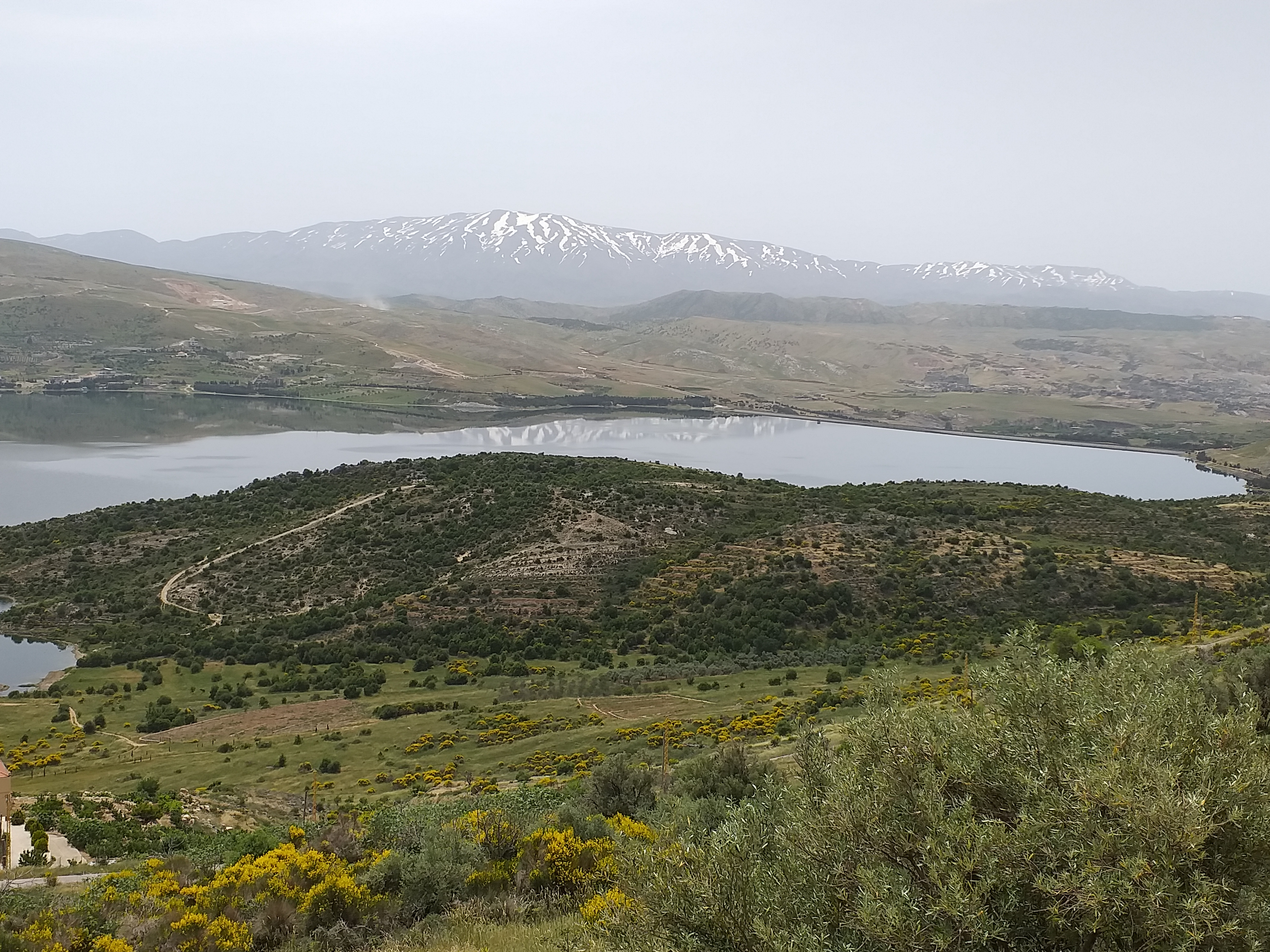
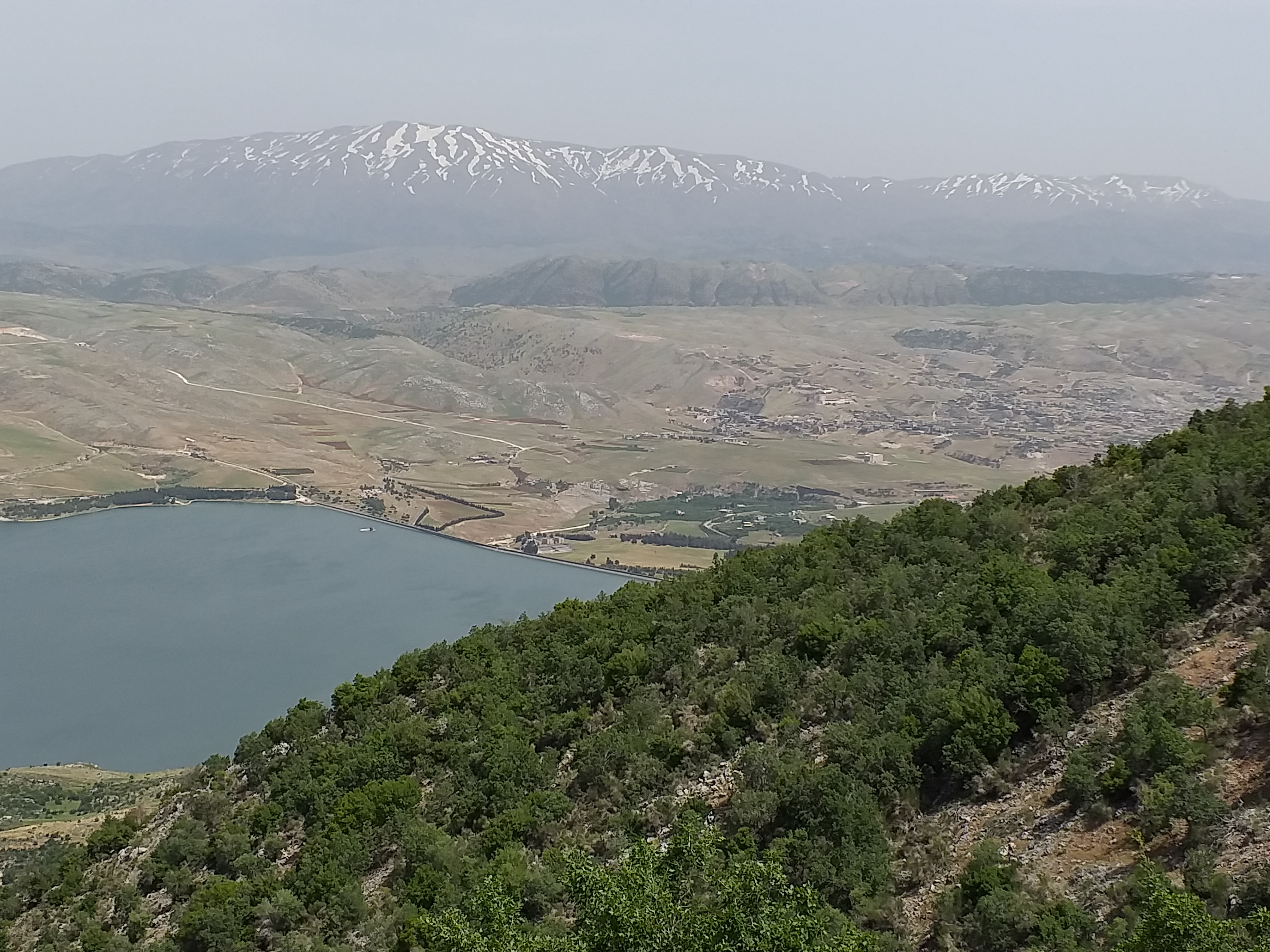
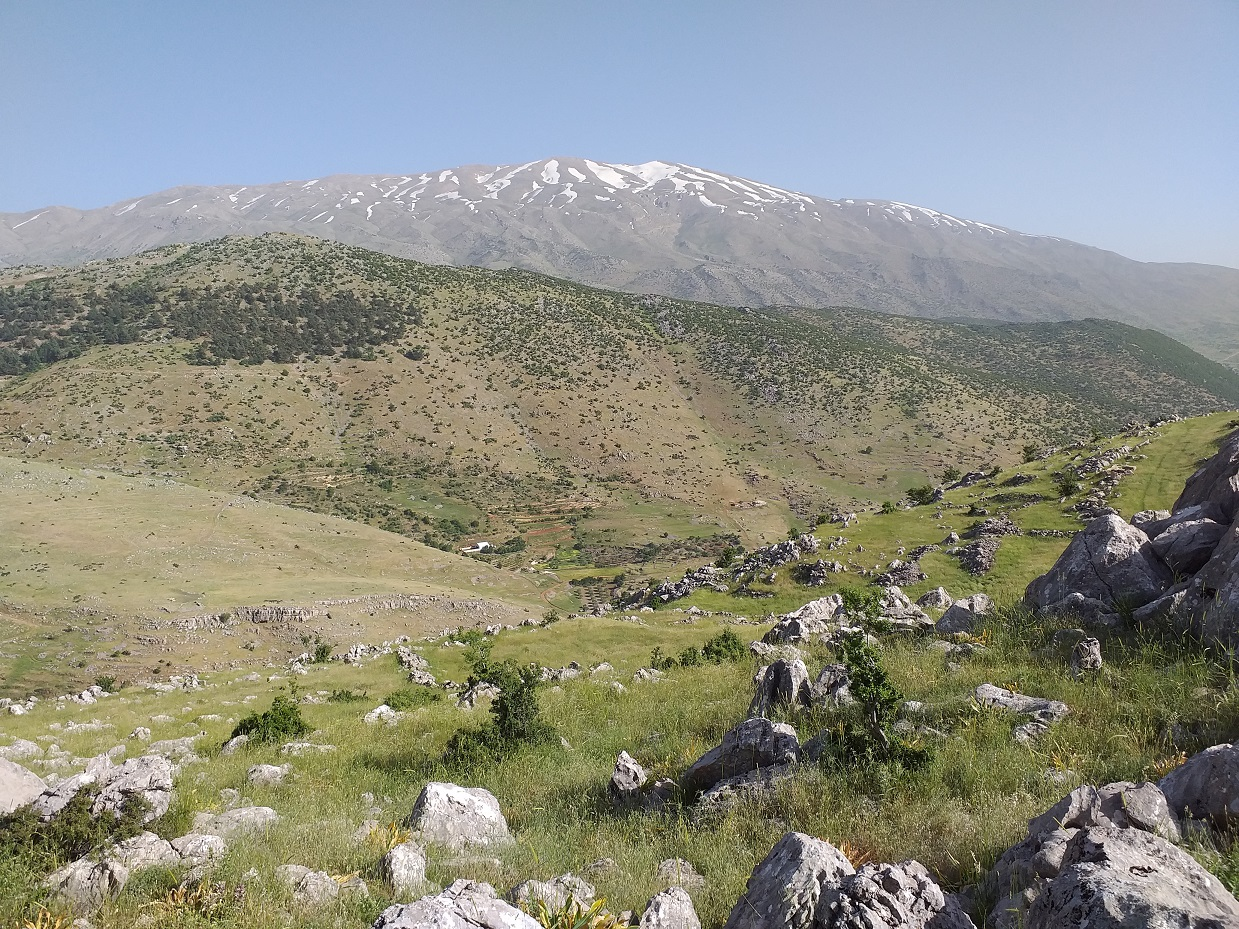
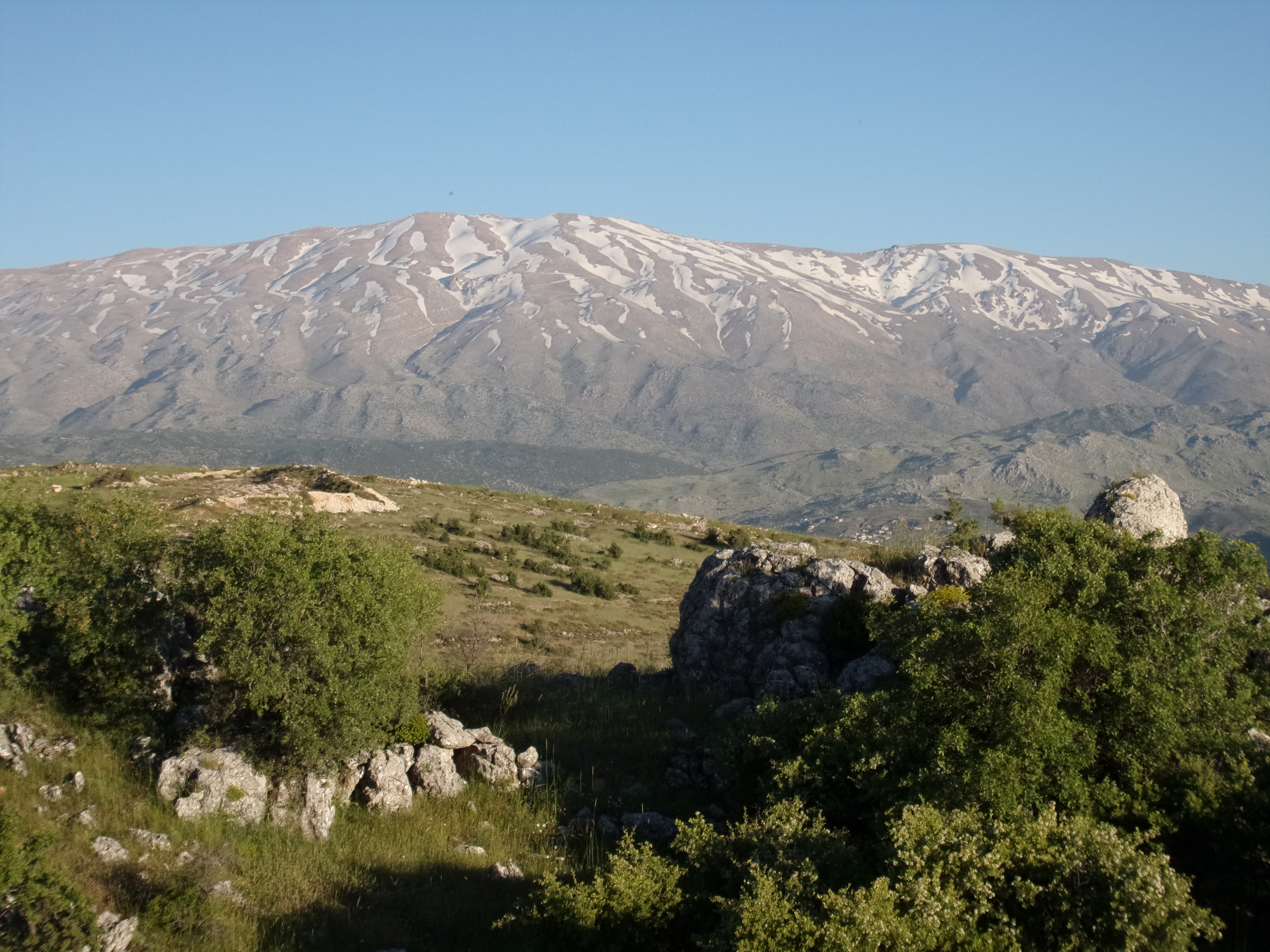
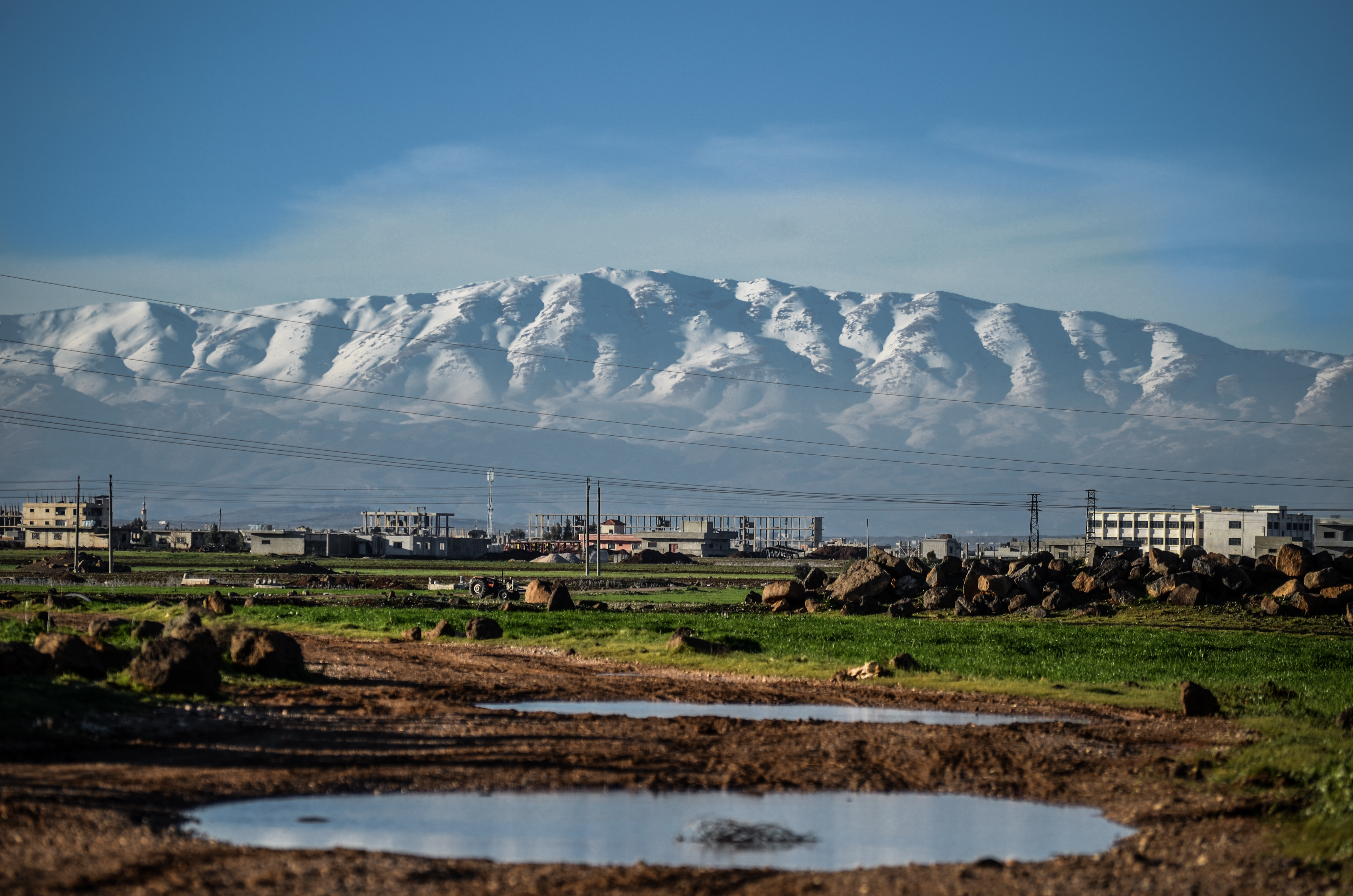
صورة تجمع بين سهل حوران وجبل الشيخ في جنوب سوريا بقمته المغطاة بالثلوج، جبل الشيخ الذي يربط بين سورية ولبنان، يشرف من أعلى قمته على لبنان وسوريا وفلسطين والأردن.

## طالع
- قائمة أعلى القمم الجبلية في لبنان